# G.N. Brandt
Gudmund Nyeland Brandt (født 17. marts 1878 på Frederiksberg, død 30. april 1945 i Ordrup) var en dansk landskabsarkitekt, der blev internationalt berømmet. Mariebjerg Kirkegård fra hans hånd er med i Kulturkanonen.
G.N. Brandts forældre var gartner, senere bankbestyrer og sognefoged i Ordrup Peter Christoffer Brandt og Anna Kirstine Nyeland. Han blev student fra Ordrup Gymnasium 1897 og cand.phil. (filosofikum) året efter. Dernæst blev han uddannet som gartner hos handelsgartner N. Jensen, Valby 1899-1901, var i England 1901-02 og hos Jardin des Plantes, Paris 1902. Han kom til Tyskland 1903 og var siden i Belgien.
Brandt havde egen tegnestue fra 1906 til 1914. Han blev først ansat hos faderen, P. Brandts handelsgartneri, Ørnekulsvej 3 (tidligere Ellensvej) i Ordrup 1904, overtog forretningen 1906 (afhændet 1914), og samme år blev han gartner for Gentofte Kommune. Han var graver ved Ordrup Kirkegård 1910-27 (delvist anlagt på hans gartnerijord og omkring hans villa, embedsbolig 1914). Han var redaktør af Gartner-Tidende 1905-7 og sekretær i Almindelig Gartnerforening, konsulent for Gentofte Kommune i parkspørgsmål 1921, medlem af udvalget for udgivelsen af Danske Herregaardshaver, Det Kongelige Danske Haveselskab, 1924-28.
Han var lektor i havekunst ved Kunstakademiets Arkitektskole 1924-41, stadsgartner og kommunegartner i Gentofte Kommune 1927-45 samt medlem af Akademiraadets udvalg for havekunst 1942-45. Han fik Eckersberg Medaillen 1937 og C.F. Hansen Medaillen 1945. 1929 blev han Ridder af Dannebrog.
Han udstillede på Kunstnernes Efterårsudstilling 1918, Charlottenborg Forårsudstilling 1918, 1920 og 1945 (retrospektiv). Han fandt inspiration på rejser til bl.a. Skandinavien, Tyskland, Nederlandene, Frankrig, Italien samt Algier 1939. 
Brandt blev gift 1. april 1909 i København med Gerda Petersen (14. oktober 1880 i Valby – 22. august 1941 i Gentofte), datter af handelsgartner Emil Frederik Daniel Petersen og Marie Caroline Elisabeth Clément. Han er begravet på Ordrup Kirkegård.

## Værker
- Egen have, Ørnekulsvej 3, 2920 Charlottenlund, offentlig tilgængelig
- Hellerup Strandpark, Hellerup (1912-18)
- Den franske krigergrav, Helsingør Kirkegård (1914-18)
- Anlæggelse af parken på Haraldsgave (1915-1918)
- Anlæggelse af haven ved Thorøgård på øen Thorø (1918)
- Omlægning af Øregårdsparken, Hellerup (1918)
- Omlægning af Marienlyst Slotshave, Helsingør (1919-20, fredet)
- Villahave, Vestagervej 29, Ryvangen (1920)
- Historisk-botanisk have, Vordingborg (1921)
- Ændring og udvidelse af Ordrup Kirkegård, Ordrup (1920-30)
- Haven i karreen Hornbækhus, Ågade/Borups Allé, København (1923, karreen af Kay Fisker, begge fredet 1983)
- Haven ved Randers Statsskole, Randers (1923, skolen af Hack Kampmann, fredet)
- Kunstindustrimuseets grønnegård, Bredgade/Amaliegade, København (1923-24, fredet 2008)
- Villahave, Villa Svastika for Vagn Jacobsen, Kokkedal (1925-27, nedlagt, huset var af Povl Baumann)
- Mariebjerg Kirkegård, Gentofte (1926-36, tildelt både Eckersberg Medaillen og C.F. Hansen Medaillen)
- Makiri, villahave til Villa Nympha for Helge Jacobsen, Fredheimsvej 9, Vedbæk (1930-31, huset af Carl Harild)
- Havekolonien Bernstorff, Jægersborg (1931)
- Anlæg med Danserindebrønden, Helsingør (1933)
- Have ved direktør Thorvald Pedersens hus, Kongehøjen 3, Klampenborg (1933, huset af Arne Jacobsen)
- Nyanlæg i Zoologisk Have, Roskildevej, Frederiksberg (ca. 1934)
- Havekoloni Solbakken, København (1935)
- Villahave, Rungsted Strandvej 45 (1936, hus tegnet af Frits Schlegel)
- Radiohusets taghaver, Rosenørns Allé, København (1940-41, fredet, udvidet af J. Palle Schmidt 1956-57, bygningen af Vilhelm Lauritzen)
- Universitetsparken, Københavns Universitet på Nørre Fælled, Jagtvej/Nørre Allé/Tagensvej, København (1940-41, bygningerne af Kaj Gottlob)
- Parterrehaven i Tivoli, København (1943, sammen med Poul Henningsen, fredet)

- Danserindebrønden
- Hornbækhus
- Grønnegården
- Tivoli

### Skriftlige arbejder
- Talrige artikler om havekunst.